# Avatha tripunctata
Avatha tripunctata là một loài bướm đêm trong họ Erebidae.